# Пикетт, Билл
Билл Пикетт (5 декабря 1870, Jenks Branch, Техас — 2 апреля 1932, Понка-Сити, Оклахома) — американский ковбой и родео-ковбой, считающийся родоначальником борьбы с быками – так называемого «буллдоггинга», впоследствии превратившегося в бычье родео – «буллрайдинг». Считался одним из лучших ковбоев своего времени.

## Биография
Родился в семье бывшего раба-мулата, был вторым из тринадцати детей. В его жилах текла кровь белых, афроамериканцев и индейцев-чероки.  Окончил пять классов школы, после чего стал помогать отцу в сельскохозяйственной работе. В раннем возрасте научился хорошо ездить на лошади и бросать лассо и с юных лет ездил по выходным в ближайший город, выступая там на ярмарке. Профессиональным исполнителем стал в 1900 году, его спонсором был техасский родео-предприниматель Ли Мур. В 1905 году Пикетт подписал контракт с 101 Wild West Shows, став после этого известным благодаря его навыкам укрощать дикий и домашний скот, и путешествовал с труппой по многим штатам США, Канаде, нескольким странам Южной Америки и Великобритании. Выступал приблизительно до 1916 года, затем занимался разведением скота на собственном ранчо, в 1921 году снялся в двух фильмах на ковбойскую тематику.
Пикетт считается родоначальником так называемого «буллдоггинга» - техники, позволявшей повалить быка на землю. Суть его метода заключалась в том, что он хватал быка за рога, после чего нагибался и зубами впивался в губы животного, заваливая его на землю. Впоследствии, выступая перед многочисленной аудиторией, Пикетт сделал свой метод более зрелищным, прыгая на спину быка с лошади и затем хватая его за рога и кусая за губы. Наиболее известным стал его поединок в Мехико в 1908 году с огромным быком, которого он победил за семь минут.
Пикетт погиб в апреле 1932 года, когда получил удар копытом в голову от дикого мустанга, которого пытался оседлать . С 1890 года он был женат на мулатке и в браке с ней имел девять детей. В 1971 году он был посмертно включён в Национальный зал славы родео .